# タンゴの歴史
タンゴの歴史（Histoire du Tango）は、アルゼンチンの作曲家アストル・ピアソラがフルートとギターの二重奏のために作曲した作品。1982年にベルギーのリエージュ国際ギターフェスティバルの委嘱で作曲、初演された。
以下の4曲からなり、20世紀におけるタンゴの発展の歴史を描いている。1900年代には売春宿の気晴らしに過ぎなかったタンゴが、1960年代にいたってピアソラの手によって既製のタンゴの概念を破壊し、新しい音楽としての萌芽をが生み出され、現代においてはタンゴ以外のクラシックの音楽家にも影響を与え、受け入れられ演奏される音楽に変貌してゆくさまが4曲を通じて描き出される。
- I. 売春宿 1900 - Bordel 1900
- II. カフェ 1930 - Café 1930
- III. ナイトクラブ 1960 Nightclub 1960
- IV. 現代のコンサート - Concert d'aujourd'hui